# 劍溪橋
劍溪橋位於四川省廣元市劍閣縣，文物遺址年代判定為明。2012年7月16日公佈為第八批四川省文物保護單位。
劍溪橋位於四川省廣元市劍閣縣劍門鎮志公村3組，為明弘治年間利州指揮彭山所建。距今已有500余年歷史，歷代均有維修，劍溪橋呈東南西北走向，跨於大劍溪上，為三孔石拱橋，占地面積240平方公尺。橋長18.8公尺，寬4公尺，高7.5公尺，單拱跨最長約5.8公尺。橋東坡面長9公尺，有梯步20步，梯步寬0.2公尺，高0.05-0.1公尺不等，橋面用青石板鋪成，石板寬0.4-0.6公尺，長1公尺1.5公尺不等。劍溪橋西側橋頭立有過劍溪橋詩碑，鑿於明代弘治年間。碑為圓首，無座，通高1.2公尺，寬0.65公尺，厚0.12公尺。劍溪橋、過劍溪橋詩碑是研究劍門蜀道文化珍貴的實物資料。1990年，劍溪橋被廣元市人民政府公佈為市級文物保護單位。